# Bijwagen

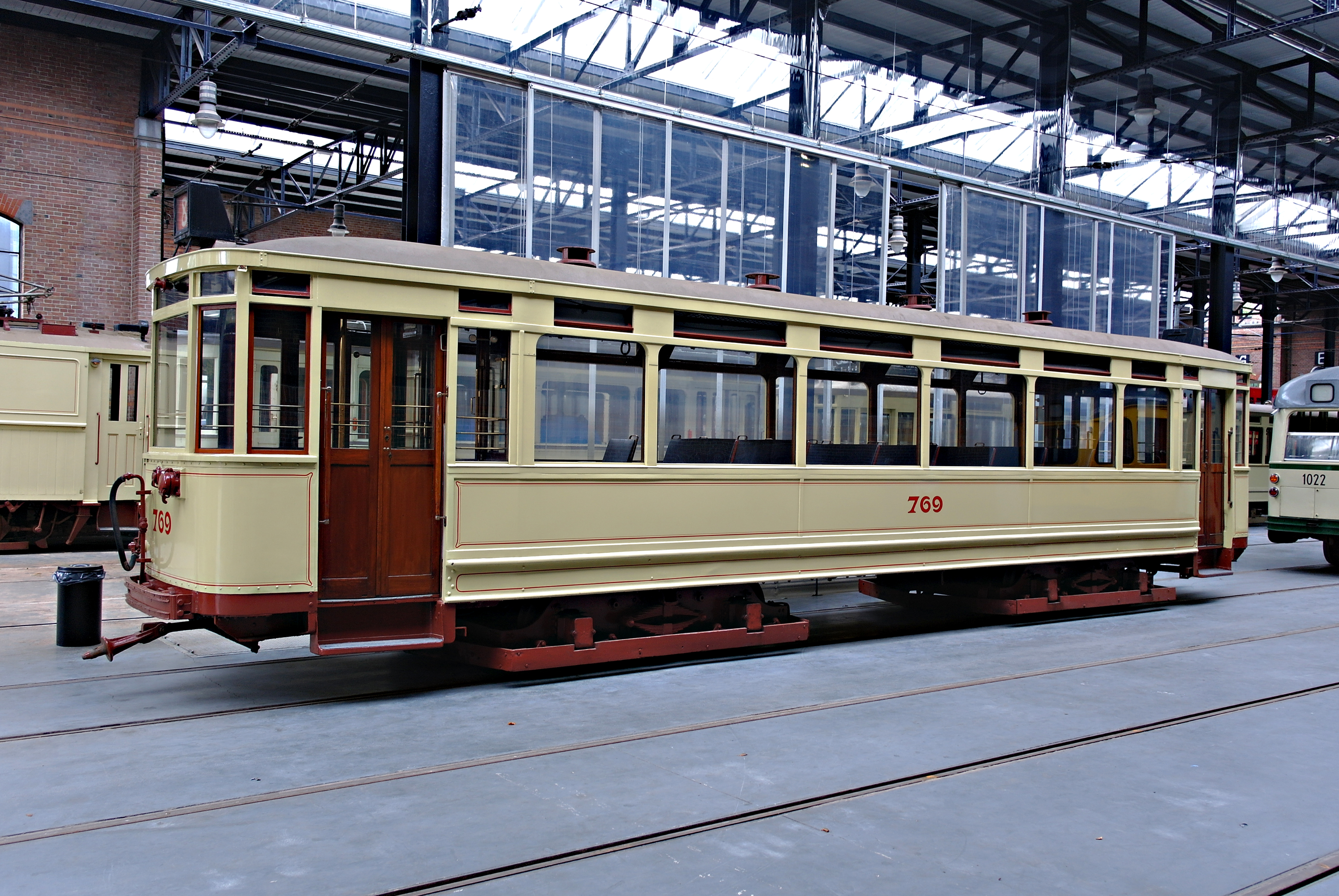
Vierassige bijwagen HTM 769 (bouwjaar 1929) van de Haagse tram in het Haags Openbaar Vervoer Museum.

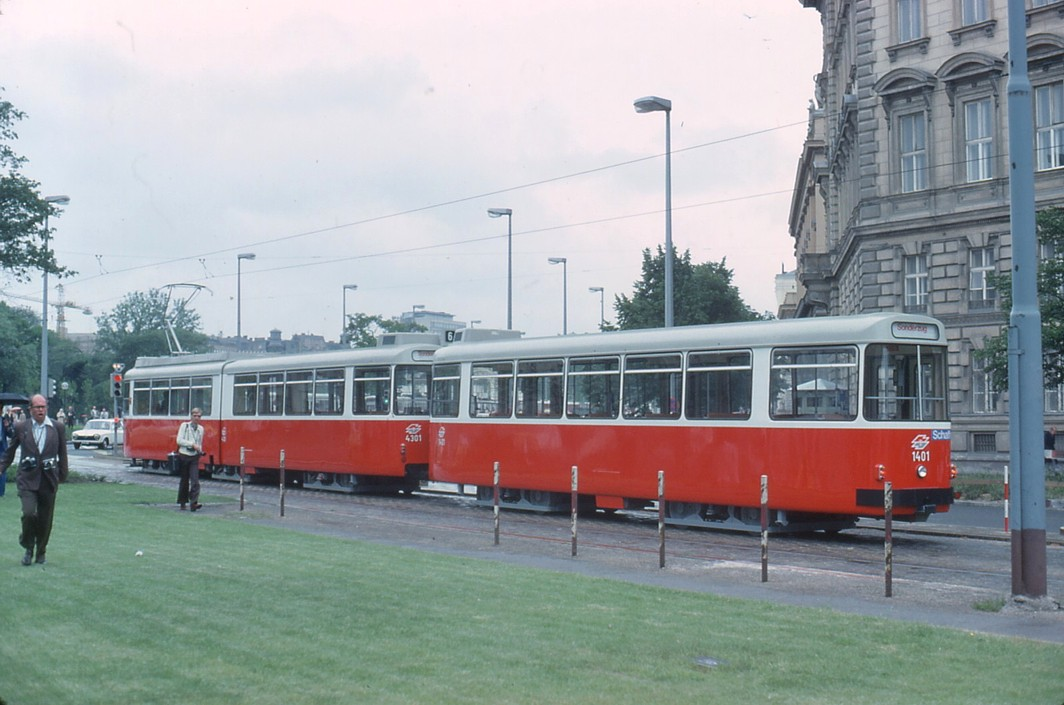
Bijwagen van de tram van Wenen, getrokken door een gelede motorwagen

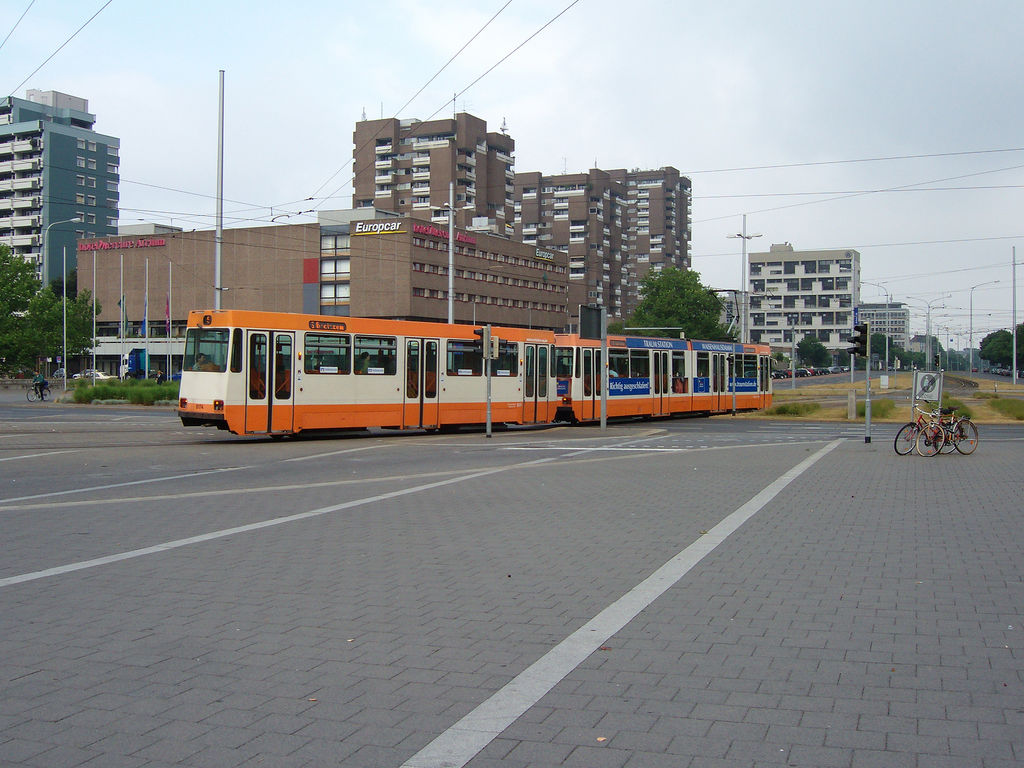
Tram met bijwagen in Braunschweig.

Een bijwagen of aanhangrijtuig is een tram (of bus) die niet gemotoriseerd is en zich daardoor niet zelf kan voortbewegen. Een bijwagen moet dus altijd door een motorwagen of locomotief worden voortgetrokken. Ook kan de bijwagen tussen twee motorwagens worden geplaatst of een motorwagen tussen twee bijwagens met stuurstand. Er kunnen passagiers en/of goederen mee worden vervoerd.

## Geschiedenis
Met de komst van de elektrische tram eind 19e eeuw, begin 20e eeuw, werden de bestaande paardentramwagens of stoomtramrijtuigen veelal verder gebruikt als bijwagens achter de nieuwe elektrische motorwagens. Toen de trambedrijven groter werden en de oude paardentramrijtuigen aan vervanging toe waren, werden ook op grote schaal voor dit doel gebouwde bijwagens aangeschaft. Van sommige series bijwagens werden er zelfs meer gebouwd dan van de bijbehorende motorwagens. Het kwam voor dat een motorwagen meerdere bijwagens trok. Sommige bedrijven hadden open bijwagens voor het vervoer op mooie zomerdagen.

## Nederland
Met de komst van de gelede tram verdwenen de aparte bijwagens. In Nederland werden de laatste bijwagens in Amsterdam en in Rotterdam buiten dienst gesteld in 1983.
In Den Haag werden de laatste echte bijwagens buiten dienst gesteld in 1965. Van 1974 tot 1993 heeft een serie gemotoriseerde PCC-bijwagens (serie 2100; motorrijtuig zonder bestuurderscabine) dienstgedaan; zo werd in treinschakeling gereden.
In 2010 keerde echter het fenomeen bijwagen voor korte tijd terug in Nederland in de vorm van uit Wenen afkomstige gelede bijwagens, die werden gebruikt op de sneltram Utrecht - Nieuwegein, waar ze tot en met 2014 op spitstramlijn 260 tussen twee gelede motorwagens werden ingezet.

## België
Bijwagens worden in België sinds de jaren tachtig niet meer gebruikt. In Antwerpen rijden nog wel PCC's in treinschakeling.

## Duitsland

### Gelede bijwagens

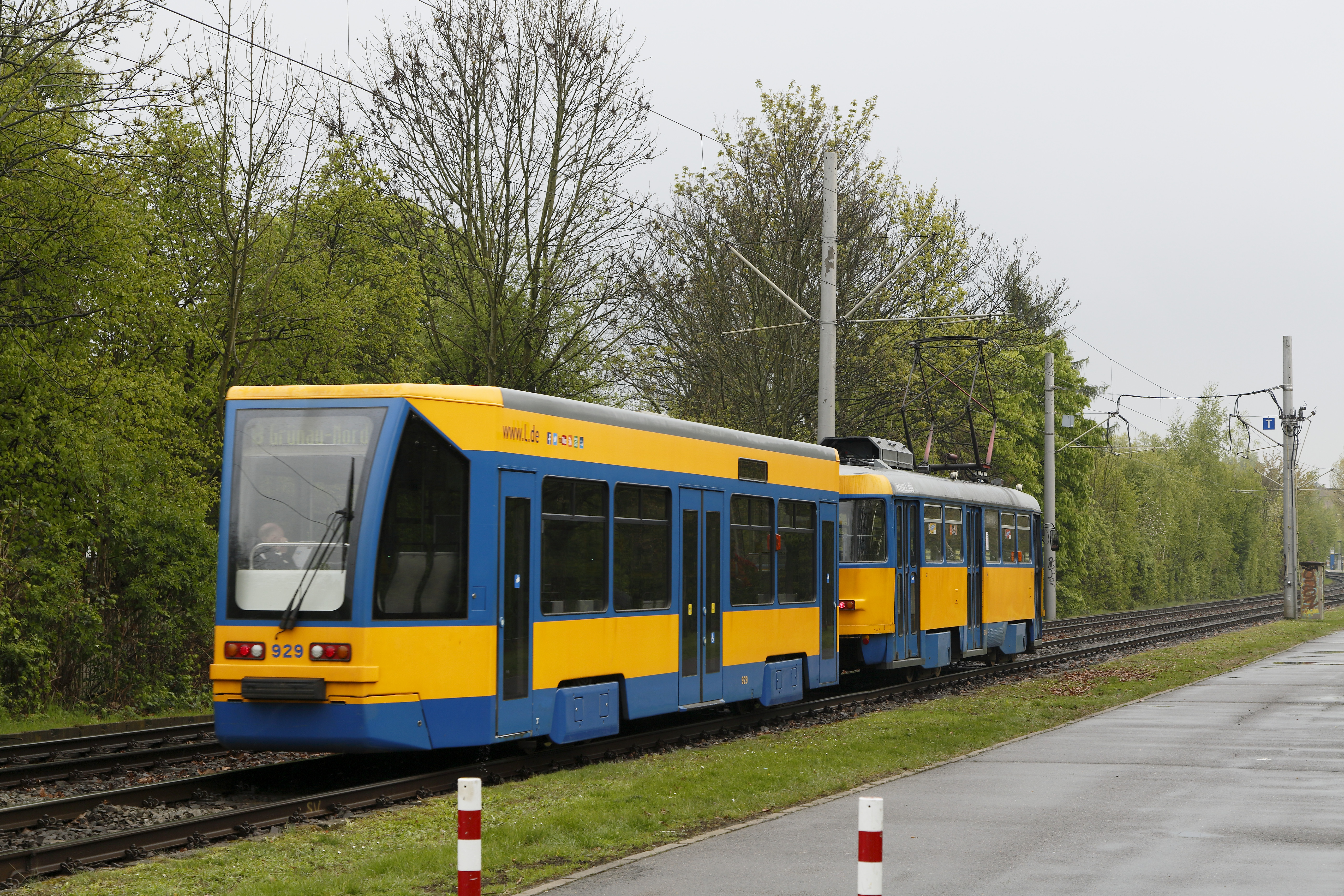
Lagevloerbijwagen in Leipzig.

In Bremen, Bremerhaven en München hebben ook gelede bijwagens op twee draaistellen dienstgedaan. Een deel is na buitendienststelling naar Timișoara in Roemenië verkocht. Bij de Rhein-Haardtbahn hebben zesassige gelede bijwagens op drie draaistellen dienstgedaan.

### Nog recent in gebruik
In Bielefeld zijn in 1999 bijwagens aangeschaft die tussen twee gelede motorwagens in dienstdoen. In 2001-2002 zijn in Leipzig en Rostock nog 38, respectievelijk 22, lagevloerbijwagens aangeschaft, bestemd om dienst te doen achter oudere Tatra-trams. Vijftien bijwagens uit Rostock zijn in 2014 naar Kassel verkocht en rijden daar achter gelede wagens. Ook in Braunschweig doen nog enkele bijwagens dienst.

## Bussen

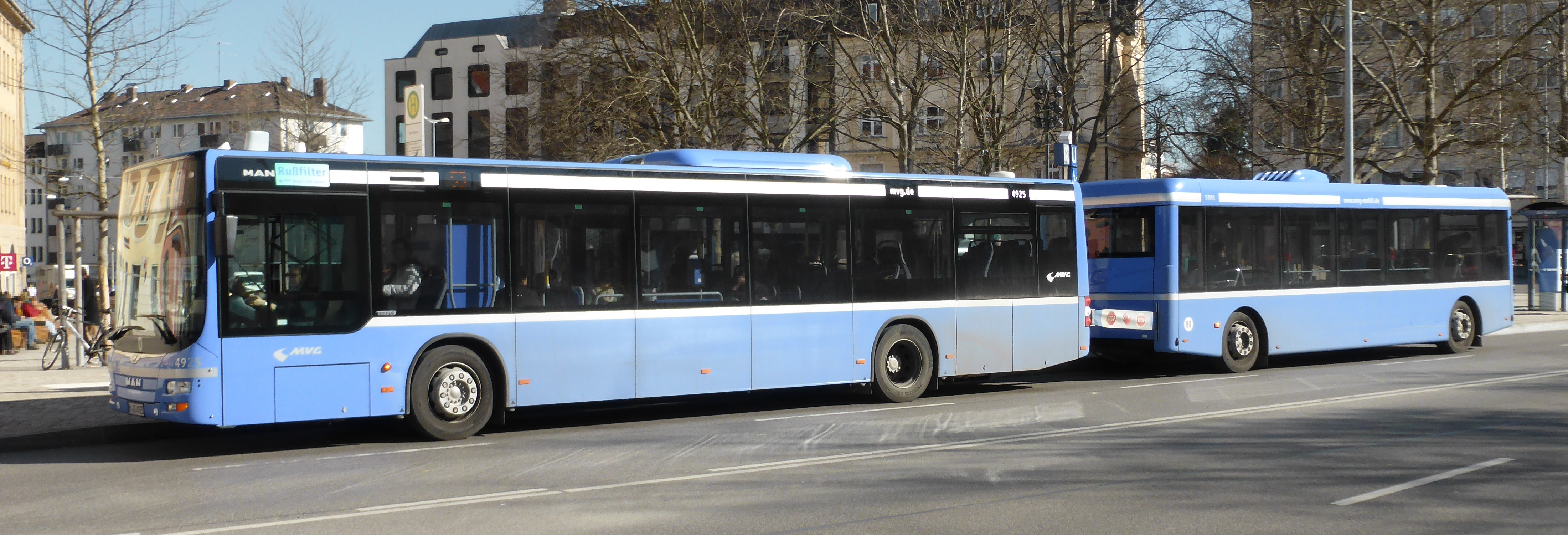
Bijwagen in München.

Er zijn ook bussen met bijwagens (aanhangwagens) geweest, bij onder meer de RET op buslijn 52 tussen 1953 en 1962 en bij de RTM. In Zwitserland hebben ze bij meerdere bedrijven gereden. Tegenwoordig rijden in Osnabruck bijwagens achter 12 meter bussen op lijn 22 naar de Universiteit die echter alleen bij groot passagiersaanbod worden opengesteld. Verder is het fenomeen op grotere schaal in München aan te treffen.

## Figuurlijke betekenis
Het woord "bijwagen" wordt ook wel gebruikt als term in de politiek waarbij een kleinere regeringspartij door een grotere regeringspartij wordt overvleugeld en vrijwel alles moet slikken wat deze besluit.